# Sächsischer Landtag

Wappen des Landtags mit barockem Wappenschild, so abgebildet auf der zwischen dem König und dem Landtag ausgehandelten ersten sächsischen Verfassung von 1831

Der Sächsische Landtag (obersorbisch Sakski krajny sejm) ist das Landesparlament des Freistaates Sachsen. Er hat seinen Sitz im gleichnamigen Gebäude im Zentrum der Landeshauptstadt Dresden. Die Abgeordneten werden auf fünf Jahre gewählt. Der Landtag ist verantwortlich für die Landesgesetzgebung, die parlamentarische Kontrolle von Staatsregierung und Verwaltung, die Bestimmung des Haushalts sowie verschiedene Wahlen. Das Parlament wählt unter anderem den Ministerpräsidenten, die Landesverfassungsrichter, den Präsidenten des Sächsischen Rechnungshofes, das Präsidium sowie den Sächsischen Ausländerbeauftragten und den Sächsischen Datenschutzbeauftragten. Er wird in der Regel aus 120 Abgeordneten gebildet.
Vorgänger des heutigen Landtags waren die ab dem 15. Jahrhundert zusammengetretenen sächsischen Landstände, an deren Stelle von 1831 bis 1918 der Landtag in der Zeit des Königreichs Sachsen existierte. Nach der Novemberrevolution ging daraus 1919 die Sächsische Volkskammer hervor, die 1920 erneut zum Landtag (während der Weimarer Republik) wurde. 
Nach der Machtergreifung des NS-Regimes (30. Januar 1933) gab es zwei Gleichschaltungsgesetze: das Vorläufige Gesetz zur Gleichschaltung der Länder mit dem Reich vom 31. März 1933 und das Zweite Gesetz zur Gleichschaltung der Länder mit dem Reich vom 7. April 1933 beraubte die Länder ihrer politischen Selbständigkeit. Das Gesetz vom 31. März ermächtigte die Landesregierungen, selber Gesetze zu erlassen, auch solche, die gegen die jeweilige Landesverfassung verstießen. 
Von 1946 bis zur Bildung der Bezirke in der DDR im Jahr 1952 gab es erneut ein Landesparlament Sachsens. In seiner heutigen Form existiert der Sächsische Landtag seit der Wiedervereinigung im Oktober 1990 und der Neubildung des Freistaats.
Der Sächsische Landtag hat seinen Sitz heute am Bernhard-von-Lindenau-Platz 1 in Dresden.

## Aktuelle Legislaturperiode

### Fraktionen
Folgende Fraktionen wurden im 8. Sächsischen Landtag gebildet:
| Fraktion | Fraktion     | Sitze 2024 (Wahl) | Vorsitzender       | Parl. Geschäftsführer    |
| -------- | ------------ | ----------------- | ------------------ | ------------------------ |
|          | CDU          | 41                | Christian Hartmann | Sören Voigt              |
|          | AfD          | 40                | Jörg Urban         | Jan-Oliver Zwerg         |
|          | BSW          | 15                | Sabine Zimmermann  | Lutz Richter             |
|          | SPD          | 10                | Henning Homann     | Laura Stellbrink         |
|          | Bündnisgrüne | 7                 | Franziska Schubert | Valentin Lippmann        |
|          | Linke        | 6                 | Susanne Schaper    | Luise Neuhaus-Wartenberg |
|          | fraktionslos | 1                 | –                  | –                        |

Der fraktionslose Abgeordnete wurde für die Freien Wähler gewählt.
Artikel 46 Absatz 2 der Verfassung des Freistaates Sachsen formuliert einen Verfassungsauftrag an den Landtag, in der Geschäftsordnung eine ausdrückliche Regelung für den Zusammenschluss der Abgeordneten zu Fraktionen zu treffen. In der 6. Wahlperiode finden sich in den §§ 14 und 15 der Geschäftsordnung die entsprechenden Regelungen.
Fraktionen sind als unabhängige und rechtlich selbständige Gliederungen des Sächsischen Landtags mit eigenen Rechten und Pflichten ausgestattete Vereinigungen des Parlamentsrechts. Fraktionen haben Rechte, die ein einzelner fraktionsloser Abgeordneter nicht hat: Nur Fraktionen können selbständige Anträge stellen, Aktuelle Debatten beantragen und Große Anfragen an die Staatsregierung richten.
Weitere Vorschriften findet man im Fraktionsrechtsstellungsgesetz.

### Abgeordnete
Jedes Mitglied des Landtages (MdL) bekennt sich zu folgender in der Geschäftsordnung genannten Verpflichtung:

„Die Mitglieder des Sächsischen Landtags bezeugen vor dem Lande, dass sie ihre ganze Kraft dem Wohle des Volkes im Freistaat Sachsen widmen, seinen Nutzen mehren, Schaden von ihm abwenden, die Verfassung und die Gesetze achten, die übernommene Pflicht und Verantwortung nach bestem Wissen und Können erfüllen und in der Gerechtigkeit gegen jedermann dem Frieden dienen werden.“

Die Abgeordneten können die Verpflichtung mit „So wahr mir Gott helfe“ bekräftigen. Unter sorbischsprachigen Abgeordneten ist die Bekräftigung zusätzlich oder ausschließlich in Obersorbischer Sprache verbreitet. Dem Landtag gehören regelgemäß 120 Abgeordnete an.

### Staatsregierung
Der Landtag wählt mit seiner Mehrheit einen Ministerpräsidenten. Derzeit ist das Michael Kretschmer. Der Ministerpräsident schlägt anschließend seine Minister vor, die vom Landtagspräsidenten ernannt werden. Die derzeitige Sächsische Staatsregierung wird vom Kabinett Kretschmer III gebildet.

## Geschichte

### Parlamentsgeschichte vor 1990
Vorgänger sind im historischen Sinne der seit dem 15. Jahrhundert zusammentretende Landtag (Sächsische Landstände), der 1831 in ein konstitutionelles Parlament mit zwei Kammern umgewandelt wurde (vgl. Sächsischer Landtag (1831–1918)), die aus der Novemberrevolution 1919 hervorgegangene Volkskammer, die 1920 wieder zum Landtag (während der Weimarer Republik) wurde und 1933 gleichgeschaltet wurde, sowie zwischen 1946 und 1952 das Landesparlament Sachsens unter wachsendem Einfluss der SED. Letzteres wurde nach dem Zweiten Weltkrieg in der Sowjetischen Besatzungszone errichtet. Bis zu seiner Auflösung durch die Verwaltungsreform von 1952 wurden zwei Legislaturperioden gewählt. Nach der Wiedervereinigung 1990 wurde ein neues Landesparlament Sachsens gebildet.

### Geschichte seit der Wiedergründung des Freistaates Sachsen
- LL/PDS: 17
- SPD: 32
- Forum: 10
- FDP: 9
- CDU: 92

LL/PDS = PDS, Die Nelken, FDJ, KPD und MJV Junge Linke
Forum = Forum, Bündnis 90, Grüne
1. Sächsischer Landtag
Nach der ersten Landtagswahl in Sachsen seit der Wiedergründung Sachsens, die am 14. Oktober 1990 stattfand, wurde der Erste Sächsische Landtag am Sonnabend, den 27. Oktober 1990 konstituiert. Eröffnet wurde die geschichtsträchtige Sitzung durch Alterspräsident Heinz Böttrich. Da nach der vorläufigen Geschäftsordnung des Landtages nur die größte Fraktion einen Vorschlag für das Amt des Landtagspräsidenten machen durfte, aber auch Bündnis 90/Die Grünen einen Parlamentarier vorschlagen wollten, kam es noch bei der Konstituierung zu Unmutsäußerungen. Zum ersten Landtagspräsidenten gewählt wurde schließlich bei 132 Ja-Stimmen, 5 Nein-Stimmen, 5 Stimmenthaltungen und einer ungültigen Stimmabgabe Erich Iltgen.
Ebenfalls noch in der ersten Sitzung verabschiedet wurde das sogenannte „Vorschaltgesetz“, das bis zum Inkrafttreten der Sächsischen Verfassung die Arbeitsfähigkeit von Landtag und Staatsregierung sicherstellte. Der erste Ministerpräsident wurde auch an diesem Sonnabend gewählt. Kurt Biedenkopf, ein Rheinländer, erhielt 120 von 152 Stimmen. Zehn Abgeordnete stimmten mit Nein, 21 enthielten sich; zudem wurde ein Name notiert. Die restliche Staatsregierung Biedenkopf I wurde in der zweiten Landtagssitzung am 8. Oktober gewählt. Beendet wurde die konstituierende Sitzung mit der Nationalhymne.

In die Zeit der Staatsregierung Biedenkopf I fällt das Inkrafttreten der Verfassung des Freistaates Sachsen vom 27. Mai 1992, deren Präambel in besonderer Weise die Geschichte des Freistaates Sachsen hervorhebt.
- PDS: 21
- SPD: 22
- CDU: 77

2. Sächsischer Landtag

Während bei der Landtagswahl 1990, bei der die CDU knapp 54 % der Stimmen erhielt, noch 160 Abgeordnete auf 4 Jahre gewählt wurden, waren 1994 nur noch 120 Mandate zu vergeben, dafür aber für fünf Jahre. Die CDU konnte bei der Wahl zulegen und über 58 % der Stimmen einfahren. Fast zwei Drittel der Mandate standen ihr damit zu. Grüne und FDP scheiterten bei der zweiten Wahl an der 5 %-Hürde. Wie bereits die erste Staatsregierung bestand auch das Kabinett Biedenkopf II nur aus CDU-Politikern. Biedenkopf wurde mit 74 Stimmen wiedergewählt. Die SPD-Fraktion verließ zur Wahl geschlossen das Plenum. Landtagspräsident war wie bereits in der 1. Wahlperiode Erich Iltgen.
- PDS: 30
- SPD: 14
- CDU: 76

3. Sächsischer Landtag
Bei der folgenden Landtagswahl 1999 bleibt die CDU nahezu stabil auf sehr hohem Niveau. Die SPD verlor knapp 6 %, etwa der Wert, den die PDS hinzugewann. Alle weiteren Parteien blieben weit unterhalb der Prozenthürde. Die Zeit der CDU-Alleinregierung ging damit in der dritten Legislaturperiode weiter. Erneut wurde Erich Iltgen zum Landtagspräsidenten gewählt. Von 1999 bis Mitte 2002 blieb Kurt Biedenkopf Ministerpräsident und bildete die Staatsregierung Biedenkopf III. Nach 12 Jahren in der Sächsischen Staatskanzlei machte Biedenkopf den Weg frei für Georg Milbradt als Ministerpräsident.

Bereits kurz nach Milbradts Amtsantritt, im August 2002, kam es in Sachsen zum Jahrhunderthochwasser. Nach zwei Jahren im Amt kam es zur vierten Landtagswahl im Freistaat Sachsen nach der Wiedervereinigung.
- PDS: 31
- SPD: 13
- Grüne: 6
- FDP: 7
- CDU: 55
- NPD: 12

4. Sächsischer Landtag
Bei der Landtagswahl 2004 kam es zu großen Verwerfungen im Landtag: Die CDU verlor über 15 %p und damit auch die absolute Mehrheit im Landtag. Trotzdem blieb sie stärkste Kraft und stellt mit Erich Iltgen, der damit seine vierte Amtszeit absolvierte, erneut den Landtagspräsidenten. Neben PDS und SPD, die in etwa ihre letzten Wahlergebnisse hielten, zog erstmals seit 1968 auch die NPD wieder in ein Landesparlament ein. Knapp über 5 % landeten FDP und Grüne, die nach ihrem Ausscheiden 1994 zum zweiten Mal im Sächsischen Landtag vertreten waren.
Trotz des für die sächsische CDU schlechten Wahlergebnisses wurde Georg Milbradt erneut zum Ministerpräsident gewählt und bildete die erste Koalitionsregierung Sachsens seit der Wiedervereinigung. Die Staatsregierung Milbradt II bestand aus CDU und SPD. Letztere regierte in Sachsen erstmals, seither aber mit vierjähriger Unterbrechung durchgehend.

2008 trat Milbradt zugunsten von Stanislaw Tillich zurück, der sein erstes Kabinett ebenfalls mit der SPD bildete. Als erster Ministerpräsident nach 1990 wurde Tillich im späteren Sachsen geboren; war aber kein Sachse, sondern Sorbe. Bis heute war er auch der einzige Sorbe in diesem Amt.
- Linke: 29
- SPD: 14
- Grüne: 9
- FDP: 14
- CDU: 58
- NPD: 8

5. Sächsischer Landtag
Die Landtagswahl 2009 endete nur mit leichten Veränderungen. Besonders NPD und Linke, 2004 noch mit der Vorgängerpartei PDS angetreten, erlitten Verluste, die allerdings trotzdem im niedrigen einstelligen Bereich blieben. Die FDP gewann 4 Prozent hinzu. Im 5. Landtag waren deshalb SPD und FDP mit je 14 Sitzen vertreten. Die Staatsregierung Tillich II war in der Folge keine schwarz-rote mehr, sondern eine christlich-liberale. Damit war die FDP erstmals und bisher auch das einzige Mal in der sächsischen Staatsregierung vertreten. Präsident des Landtages wurde Matthias Rößler, der damit Erich Iltgen ablöste. Rößler war bereits seit 1990 Mitglied des Landtages.

In die fünfte Legislaturperiode fällt zudem die bislang einzige Änderung der sächsischen Landesverfassung. Im Juli 2013 wurde einer Regelung in Artikel 95 der Verfassung zugestimmt, die bereits zu Jahresbeginn 2014 in Kraft trat. Sachsen war damit das erste Bundesland, das eine Schuldenbremse einführte.
- Linke: 27
- SPD: 18
- Grüne: 8
- CDU: 59
- AfD: 14

6. Sächsischer Landtag
Größere Veränderungen im Landesparlament gab es nach der Wahl 2014: FDP und NPD, letzterer fehlten nur 900 Stimmen, flogen aus dem Landtag, die Grünen blieben knapp über der 5 %-Hürde. Erstmals in einen Landtag gewählt wurde mit knapp 10 % der Stimmen die AfD. Die AfD war damit auf Anhieb viertstärkste Kraft in Sachsen, blieb aber, anders als zu späteren Wahlen, weit hinter der CDU zurück, die in Person von Stanislaw Tillich erneut den Ministerpräsidenten stellte. Sein drittes Kabinett bestand wie sein erstes wieder aus CDU und SPD.
Präsident des Landtages blieb Matthias Rößler.
Im Dezember 2017 trat Tillich zurück. Damit endete auch die Amtszeit seines Kabinetts. Tillich folgte der im niederschlesischen Görlitz geborgene Michael Kretschmer. Er setzte in seinem ersten Kabinett das Bündnis aus CDU und SPD fort.
- Linke: 14
- SPD: 10
- Grüne: 12
- CDU: 45
- AfD: 38

7. Sächsischer Landtag

Bei der Wahl zum siebten Landtag gab die CDU über 7 %p nach und verlor damit deutlich. Große Wahlverlierer waren zudem die Linke, die sogar noch stärker nachgab als die CDU sowie die SPD, die das bis dahin schlechteste Wahlergebnis bei einer Landtagswahl einfuhr. Unterboten wurde das bisher nur bei den Wahlen in Sachsen und Thüringen 2024. Fast 18 Prozentpunkte gewonnen hat im Gegenzug die AfD, die mit 27,5 % zur zweitstärkste politische Kraft wurde. Auch die Grünen fuhren ein Rekordergebnis ein; die FDP blieb mit 4,5 % in der außerparlamentarische Opposition. Die schwarz-rote Landesregierung wurde abgewählt und nach der Wahl durch eine Kenia-Koalition unter Beteiligung der Grünen erweitert. Landtagspräsident blieb Matthias Rößler, der zum Ende der siebten Wahlperiode aus dem Landtag ausschied.
- Linke: 6
- BSW: 15
- SPD: 10
- Grüne: 7
- FW: 1
- CDU: 41
- AfD: 40

Ein Novum in der Landtagsgeschichte war auch ein Landtag unterhalb der Regelgröße von 120 Mandaten, da ein Sitz der AfD wegen einer Listenkürzung unbesetzt blieb. Sowohl AfD- als auch CDU-Fraktion verkleinerten sich im Laufe der Legislaturperiode durch Fraktionsaustritte.
8. Sächsischer Landtag
Erstmals wurden 2024 sieben Parteien in den Sächsischen Landtag gewählt. Die CDU gewann die Wahl knapp vor der AfD, gefolgt von BSW, SPD, Grünen und Linken sowie den Freien Wählern. Die letzten beiden Parteien erhielten zwar unter 5 % der Stimmen, zogen aber über zwei Direktmandate und die Grundmandatsklausel (Linke) oder durch einen gewonnenen Wahlkreis (Freie Wähler) in den Landtag ein. Die regierende Kenia-Koalition verlor ihre Mehrheit. Erstmals im Landtag vertreten sind das BSW und die Freien Wähler. Die FDP verlor 80 % ihrer Wähler und erzielte mit 0,9 % das schlechteste Ergebnis in der Parteigeschichte bundesweit. Eine Sperrminorität im Landtag hat allein nur die CDU. Die AfD kann das mit dem Vertreter der Freien Wähler erreichen.
Bei der konstituierenden Sitzung des Landtages am 1. Oktober 2024 wurde Alexander Dierks zum Präsidenten gewählt. Er trat damit die Nachfolge Matthias Rößlers an. Zudem wurden Stellvertreter aus Reihen der CDU, der AfD, des BSW und der SPD gewählt. Der Landtag hat damit erstmals vier Stellvertreter des Präsidenten. Die Wahl des Ministerpräsidenten fand am 18. Dezember 2024 im Landtag statt. Michael Kretschmer wurde im zweiten Wahlgang mit 69 Stimmen wiedergewählt. Erstmals in der Geschichte des bundesdeutschen Freistaats Sachsen wurde ein zweiter Wahlgang nötig. Er bildete anschließend das Kabinett Kretschmer III.

### Landtagspräsident und Präsidium
Der Landtagspräsident ist der oberste Repräsentant des Sächsischen Landtages. Er ist für die Belange des Landtages zuständig, so auch für den reibungslosen Ablauf des parlamentarischen Betriebs, und vertritt den Landtag nach außen. Der Landtagspräsident gehört der stärksten Fraktion des Landtages an, ist aber gemäß Geschäftsordnung dazu angehalten, parteipolitische Zurückhaltung zu üben und sein Amt gerecht und unparteiisch zu führen. Ihm untersteht die Landtagsverwaltung.
Seit Oktober 2024 ist Alexander Dierks (CDU) Landtagspräsident. Er übernahm das Amt von seinem Parteikollegen Matthias Rößler, der es seit 2009 innehatte.
| Periode     | Präsident      | Präsident        | Präsident    | 1. Vizepräsident  | 1. Vizepräsident | 2. Vizepräsident         | 2. Vizepräsident | 3. Vizepräsident  | 3. Vizepräsident | 4. Vizepräsident | 4. Vizepräsident |
| ----------- | -------------- | ---------------- | ------------ | ----------------- | ---------------- | ------------------------ | ---------------- | ----------------- | ---------------- | ---------------- | ---------------- |
| 1990 – 1994 |                |                  | Erich Iltgen |                   | Dieter Rudorf    |                          | Heiner Sandig    |                   |                  |                  |                  |
| 1994 – 1999 |                | Heiner Sandig    | Erich Iltgen | Andrea Hubrig     |                  |                          |                  |                   |                  |                  |                  |
| 1999 – 2004 | Andrea Dombois |                  | Erich Iltgen | Brigitte Zschoche |                  |                          |                  |                   |                  |                  |                  |
| 2004 – 2009 |                | Regina Schulz    | Erich Iltgen |                   | Andrea Dombois   |                          | Gunther Hatzsch  |                   |                  |                  |                  |
| 2009 – 2014 |                | Matthias Rößler  |              | Andrea Dombois    |                  | Horst Wehner             |                  | Andreas Schmalfuß |                  |                  |                  |
| 2014 – 2019 |                | Matthias Rößler  |              | Andrea Dombois    |                  | Horst Wehner             |                  |                   |                  |                  |                  |
| 2019 – 2024 |                | Matthias Rößler  | André Wendt  | Andrea Dombois    |                  | Luise Neuhaus-Wartenberg |                  |                   |                  |                  |                  |
| seit 2024   |                | Alexander Dierks | André Wendt  |                   | Ines Saborowski  |                          | Jörg Scheibe     |                   | Albrecht Pallas  |                  |                  |

Neben dem Präsidenten und seinen Stellvertretern gehören dem Präsidium die Fraktionsvorsitzenden und zwölf weitere Abgeordnete an, die gemäß dem Stärkeverhältnis der Fraktionen entsandt werden.
Das neue Präsidium wurde bei der Konstituierung des 8. Landtages gewählt. Erstmals gibt es einen vierten Vizepräsidenten.

## Mandatsvergabe, Konstituierung und Auflösung des Parlaments

### Wahlen zum Sächsischen Landtag
Seit dem Beginn der zweiten Wahlperiode im Oktober 1994 besteht der Landtag in der Regel aus 120 Abgeordneten, die auf fünf Jahre durch allgemeine, unmittelbare, freie, gleiche und geheime Wahlen in das Parlament gewählt werden. Die erste Wahlperiode betrug vier Jahre. Wählen dürfen den Sächsischen Landtag alle am Wahltag seit mindestens drei Monaten mit ihrem Hauptwohnsitz in Sachsen gemeldeten Bürger, die das 18. Lebensjahr vollendet haben und die deutsche Staatsbürgerschaft besitzen. Wählbar sind alle Wahlberechtigten, die ihren Hauptwohnsitz seit mindestens zwölf Monaten in Sachsen gemeldet haben. Die Mandate werden durch eine personalisierte Verhältniswahl bestimmt. Mit der als Direktstimme bezeichneten Erststimme werden durch Mehrheitswahl die in den 60 sächsischen Landtagswahlkreisen gegeneinander antretenden Direktkandidaten gewählt. Mit der als Listenstimme bezeichneten Zweitstimme wird die prozentuale Zusammensetzung des Landtages bestimmt. Die Anzahl der in den Wahlkreisen gewonnenen Direktmandate einer Partei wird von der Anzahl der auf Basis der Zweitstimmen vergebenen Mandate abgezogen. Die übrigen Mandate für die jeweiligen Parteien werden nach der Reihenfolge der Kandidaten auf den Landeslisten, die vor der Wahl von den Parteien aufgestellt wurden, vergeben. Bei der Mandatsvergabe werden jedoch nur Parteien berücksichtigt, die mindestens 5 % der Listenstimmen erhalten haben oder mindestens zwei Direktmandate in den Wahlkreisen gewonnen haben.
Wenn jedoch eine Partei mehr Direktmandate gewonnen hat, als ihr nach der Anzahl der Listenstimmen zustehen würden, dann entstehen dieser Partei Überhangmandate. An die übrigen Parteien werden entsprechend dem Verhältnis der Zweitstimmen Ausgleichsmandate vergeben. Durch diese Überhang- und Ausgleichsmandate kann der Landtag sich aus mehr als 120 Abgeordneten zusammensetzen.
Die Wahlen zum aktuellen 8. Sächsischen Landtag fanden am 1. September 2024 statt.

### Konstituierung und Auflösung des Landtages, Notparlament
Die Konstituierung des Landtages in der ersten Sitzung nach der Wahl muss spätestens am 30. Tag nach der Wahl stattfinden. Der Alterspräsident des neuen Landtages, also der älteste Parlamentarier, beruft die Sitzung ein und leitet sie bis zur Wahl des neuen Landtagspräsidenten. Dieser wird traditionell von der stärksten Landtagsfraktion gestellt. Daneben werden in der ersten Sitzung die Vizepräsidenten, die weiteren Mitglieder des Landtagspräsidiums und die Schriftführer gewählt. In Sachsen werden in der Regel ebenfalls bereits in der konstituierenden Sitzung der neue Ministerpräsident gewählt sowie die neue Geschäftsordnung des Landtages verabschiedet. Den Abschluss bildet die Wahl des Wahlprüfungsausschusses, der Unregelmäßigkeiten während der Wahl und Einsprüchen gegen die Gültigkeit der Wahl nachgehen soll.
Sollte innerhalb von vier Monaten nach seiner Konstituierung oder nach dem Ausscheiden eines Ministerpräsidenten der Landtag keinen neuen Regierungschef wählen können, wird der Landtag aufgelöst. Daneben können zwei Drittel der Abgeordneten durch Beschluss den Landtag selbst auflösen. Nach einem solchen Beschluss müssen innerhalb von 60 Tagen Neuwahlen stattfinden.
In Krisenzeiten kann ein aus allen Fraktionen des Landtags gebildeten Ausschuss als Notparlament die Rechte des Landtags übernehmen (Artikel 113 Absatz 1). Dies geschieht bei drohender Gefahr für den Bestand oder für die freiheitliche demokratische Grundordnung des Landes oder für die lebensnotwendige Versorgung der Bevölkerung sowie wenn bei einem Notstand infolge einer Naturkatastrophe oder eines besonders schweren Unglücksfalles der Landtag verhindert ist, sich alsbald zu versammeln. Die Verfassung darf durch ein von diesem Ausschuss beschlossenes Gesetz nicht verändert und dem Ministerpräsidenten das Vertrauen nicht entzogen werden.

## Funktionen

### Gesetzgebungsfunktion
Der Sächsische Landtag ist das gesetzgebende Organ im Freistaat Sachsen (Legislative). Er beschließt alle Gesetze, die in den Kompetenzbereich des Freistaates Sachsen fallen. Der Landtag ist in der föderalen Bundesrepublik wie jedes andere der insgesamt 16 Landesparlamente nur für einen Teil der Gesetze zuständig, wie z. B. das Schulgesetz oder das Polizeirecht. Außerdem beschließt der Sächsische Landtag alle zwei Jahre den Doppelhaushalt, der alle Einnahmen und Ausgaben des Freistaates beinhaltet. Der Haushalt ist das wichtigste Gesetz, das der Landtag verabschiedet. Die Abgeordneten und Fraktionen des Landtages können – neben Staatsregierung und Volk – Gesetze als Entwürfe in den Landtag einbringen. Bevor ein Gesetz beschlossen wird, muss es verschiedene Stufen des Gesetzgebungsverfahrens durchlaufen.
Das Gesetzgebungsverfahren beginnt immer mit der Vorlage eines schriftlich begründeten Gesetzentwurfs. Dieser muss entweder aus der Mitte des Landtages, von der Staatsregierung oder durch einen Volksantrag dem Landtag zur Beschlussfassung vorgelegt werden. Gesetzesvorlagen der Staatsregierung werden formell durch den Ministerpräsidenten in den Landtag eingebracht. Gesetzesvorlagen aus dem Landtag heraus können nur von einer Fraktion oder von mindestens sieben Abgeordneten, der Mindeststärke einer Fraktion, eingebracht werden. Um einen Gesetzentwurf durch Volksantrag in den Landtag einzubringen, müssen mindestens 40.000 stimmberechtigte Bürger den Antrag durch Unterschrift unterstützen. Den Volksantrag empfängt der Parlamentspräsident, der nach Einholung einer Stellungnahme der Staatsregierung über die Verfassungsmäßigkeit des Antrages entscheidet. Ist die Einschätzung des Parlamentspräsidenten negativ, entscheidet der Sächsische Verfassungsgerichtshof über die Fortführung des Gesetzgebungsverfahrens. Ist der Gesetzentwurf zulässig, ist der Landtag für das weitere Vorgehen verantwortlich.
Anregungen für Gesetze oder Gesetzesänderungen kommen zumeist von betroffenen Bürgern, Bürgerinitiativen, Interessenverbänden oder von staatlichen Behörden, die Gesetze ausführen und dabei Bedarf für Nachbesserungen erkennen. Daneben bemühen sich die Parteien und Fraktionen oder einzelne Abgeordnete im Landtag, ihre Wahlprogramme und Wahlversprechen durch Gesetze zu verwirklichen. Jedoch bringt die meisten Gesetzesinitiativen die Staatsregierung in den Landtag ein. Da die Regierung von der Mehrheit der Abgeordneten im Landtag abhängig ist, verlassen sich diese Abgeordneten auf die Kompetenz in den jeweiligen Fachministerien mit deren jeweiligem Verwaltungsapparat bei der Erarbeitung des Gesetzesentwurfes und fordern die Regierung nur zu Gesetzesinitiativen auf. Gesetzesentwürfe aus dem Parlament heraus werden meist von der Opposition vorgelegt.
Jeder Gesetzentwurf muss grundsätzlich im Plenum des Landtages in mindestens einer Beratung beraten werden. Alle Gesetzentwürfe werden beim Landtagspräsidenten eingereicht. Der Präsident veranlasst, dass alle Abgeordneten über den Gesetzentwurf informiert werden und überweist diesen sogleich an einen Ausschuss. Eine erste Beratung im Plenum und somit öffentliche Begründung des Entwurfs entfällt. Ist der Einbringer damit nicht einverstanden, kann er widersprechen und somit eine erste Beratung des Gesetzentwurfes durchsetzen. Der Urheber hat also Gelegenheit, seinen Gesetzentwurf im Plenum den Abgeordneten sowie der Öffentlichkeit kurz vorzustellen. Wenn der Gesetzentwurf durch einen Volksantrag in den Landtag eingebracht wurde, wird die Vertrauensperson der Bürgerinitiative, die den Antrag organisierte, in einem Ausschuss öffentlich angehört. Der Präsident oder das Plenum überweist den Gesetzentwurf anschließend an einen oder mehrere Ausschüsse. Hier beraten die Fachpolitiker intensiv über den Entwurf sowie Änderungsvorschläge. An den Ausschussberatungen sind neben den Ausschussmitgliedern der Fraktionen auch die zuständigen Fachminister und ihre Beamte beteiligt. Der Ausschuss kann auch externe Sachverständige um Rat fragen (Öffentliche Anhörung). Schließlich empfiehlt der Ausschuss (nach Mehrheitsbeschluss) dem Landtag, ob er das Gesetz unverändert oder in geänderter Form annehmen oder es ablehnen soll. In der zweiten Beratung werden der Gesetzentwurf bzw. die Empfehlung des Ausschusses im Plenum ausführlich und für die Öffentlichkeit nachvollziehbar besprochen. Nach dieser Aussprache stimmen die Abgeordneten über jeden Paragrafen des Gesetzentwurfs einzeln ab, es folgt danach die Schlussabstimmung. Stimmt die Mehrheit der Abgeordneten dafür, übermittelt der Landtagspräsident den Gesetzesbeschluss an den Ministerpräsidenten und die zuständigen Staatsminister zur Gegenzeichnung. Danach fertigt der Landtagspräsident das Gesetz aus und leitet es der Staatsregierung zur Verkündung im Sächsischen Gesetz- und Verordnungsblatt zu. Das Gesetz ist beschlossen. Bei durch Volksanträgen in den Landtag eingebrachten Gesetzentwürfen muss der Entwurf ohne Änderungen innerhalb von sechs Monaten seit Einreichung beim Landtagspräsidenten beschlossen werden. Verfassungsmäßig beschlossene Gesetze müssen innerhalb eines Monats im Gesetz- und Verordnungsblatt des Freistaates Sachsen verkündet werden. Im Landtag abgelehnte Volksanträge können, unterstützt durch ein Volksbegehren mit mindestens 450.000 Unterschriften wahlberechtigter sächsischer Bürger und anschließenden Volksentscheid, gegen den Willen der Mehrheit der Parlamentarier durchgesetzt werden.

### Kontrollfunktion
Die Abgeordneten des Landtags überwachen das Handeln der Regierung und der ihr nachgeordneten Verwaltung. Merkmal der parlamentarischen Demokratie ist die Teilung des Parlaments in eine die Regierung stützende Mehrheit und eine Opposition. Die öffentliche Kontrolle wird in der Regel von der Opposition wahrgenommen. Die die Regierung tragenden Fraktionen hingegen kritisieren und kontrollieren die Exekutive in der Regel intern innerhalb der Fraktionen und außerhalb der Öffentlichkeit. Das Parlament kontrolliert außer der sächsischen Exekutive juristische Personen des öffentlichen Rechtes wie Landesbanken und Rundfunkanstalten unter Achtung von deren Unabhängigkeit. In Einzelfällen können auch private Angelegenheiten betroffen sein, etwa das Verhältnis von Wirtschaftsunternehmen zur Regierung und ihrer Verwaltung.

#### Kontrollrechte für die Minderheit im Parlament
Formelle Instrumente des Landtages zur Kontrolle sind die Kleine, die Große und die Mündliche Anfrage, die Aktuelle Stunde zur Informationsbeschaffung von der Regierung und die Einsetzung von Untersuchungsausschüssen zur öffentlichen Untersuchung von abgeschlossenen Sachverhalten, in der Regel vermutetes Fehlverhalten der Regierung.
Durch eine Kleine Anfrage, die bis zu fünf Einzelfragen an die Regierung enthalten kann, können sich einzelne Abgeordnete Informationen von der Staatsregierung einholen. Da Kleine Anfragen oft nur Angelegenheiten im Wahlkreis eines Politikers betreffen und nicht von allgemeinem politischen Interesse sind, werden diese in der Regel nur schriftlich beantwortet. Eine Große Anfrage kann von einer Fraktion oder von mindestens 5 % der Abgeordneten des Landtages eingereicht werden. Sie enthalten mehrere Unterfragen, um die Regierung zur Stellungnahme zu einem wichtigen politischen Thema zu zwingen. Große Anfragen werden deshalb nicht nur schriftlich beantwortet, sondern auch im Plenum debattiert.
Während einer Fragestunde, die regelmäßig am Freitag im Plenarsaal stattfindet, kann jeder Abgeordnete der Regierung zwei kurze Fragen mündlich stellen und auf die Antwort mit bis zu zwei kurzen Nachfragen reagieren. Durch diese Mündliche Anfrage versucht der Abgeordnete ein tagesaktuelles Thema kurzfristig in die Öffentlichkeit zu tragen. Die Fragen müssen eine Woche vor der Fragestunde beim Landtagspräsidenten eingereicht werden, der diese nach einer Prüfung an die Regierung weiterleitet. Aktuelle Stunden, bei denen jeweils zwei Aktuelle Debatten im Plenum geführt werden, finden jeweils donnerstags und freitags am Vormittag statt. Die Fraktionen haben der Reihenfolge entsprechend ihrer Stärke nach das Recht, ein Thema für eine der maximal vier Debatten je Monat zu benennen. Das Thema, das als erstes benannt wird, kommt auch als erstes an die Reihe. Die Themen dürfen nach der Anmeldung nicht ausgetauscht werden. Die Redezeit je Redner ist während der Aktuellen Stunde auf fünf Minuten begrenzt.
Diese Instrumentarien zur Informationsbeschaffung sind für die Oppositionsfraktionen wichtiger als für die Regierungsfraktionen, da letztere sich auch durch informelle Kanäle zur Regierung informieren können. Daher werden öffentliche Anfragen und Anträge auf Aktuelle Debatten im Plenum viel häufiger von der Opposition gestellt.
Die Minderheit im Parlament hat mehrere Möglichkeiten, um auf Fehler in der Regierung zu reagieren: Sie hat das Recht, auch gegen den Willen der Parlamentsmehrheit Initiativen und Anträge zu verabschieden. Das wichtigste Instrument ist aber das Einsetzen eines Parlamentarischen Untersuchungsausschusses. Dazu benötigt es ein Fünftel aller Abgeordneten des Landtages. Der Untersuchungsausschuss kann jedoch nur abgeschlossene, in der Vergangenheit liegende Angelegenheiten untersuchen. Dazu werden von dem Ausschuss während öffentlicher Sitzungen Beweise durch Zeugenaussagen gesammelt. Die Zeugen können auch vereidigt werden. Am Ende der Beweisaufnahme legt der Ausschuss einen Abschlussbericht vor. Falls es zu abweichenden Bewertungen kommt, kann die Minderheit neben der Mehrheitsmeinung ihre eigenen Schlussfolgerungen dem Bericht beifügen. In der ersten und zweiten Wahlperiode des Sächsischen Landtages wurden von der Opposition jeweils drei Untersuchungsausschüsse erzwungen. In der dritten Wahlperiode kam es zu zwei Untersuchungsausschüssen: Im von der PDS einberufenen sogenannten Paunsdorf-Ausschuss ging es um das Verhalten der Regierung um Ministerpräsident Kurt Biedenkopf bei der Vermietung eines Behörden- und Einkaufszentrums in Leipzig. Der zweite Untersuchungsausschuss, von PDS und SPD einberufen, beschäftigte sich mit dem Zusammenhang zwischen Fördergeldern für Unternehmen und der finanziellen Unterstützung einer Werbekampagne für das Land Sachsen durch ebendiese geförderten Unternehmen. In der vierten Wahlperiode wurde ein Untersuchungsausschuss von der PDS einberufen, der sich mit der Kontrolle der Sachsen LB durch die Regierung beschäftigte.
Eine weitere Möglichkeit der Oppositionsfraktionen zur Kontrolle der Regierung ist eine abstrakte Normenkontrollklage, bei der der Sächsische Verfassungsgerichtshof bereits von der Parlamentsmehrheit verabschiedete Gesetze auf ihre Verfassungsmäßigkeit überprüft.

#### Kontrolle der Regierung durch die sie tragende Parlamentsmehrheit
Die Regierungsfraktionen im Landtag kontrollieren das Handeln der vollziehenden Gewalt vor allem durch Mitwirkung, insbesondere durch die Budgetkontrolle im Rahmen des Gesetzgebungsverfahrens. Auch durch Beschlüsse, in denen die Regierung beispielsweise zu Gesetzesvorlagen oder Initiativen aufgefordert wird, kontrolliert vor allem die Parlamentsmehrheit die Regierung. Außerdem gehört die Wahl des Ministerpräsidenten einschließlich des konstruktiven Misstrauensvotums zu den Instrumenten der Parlamentsmehrheit, die Regierung zu kontrollieren. Die Mehrheitsfraktionen können Minister herbeizitieren sowie verbindliche Parlamentsbeschlüsse und Gesetze, auch gegen den Willen der Regierung, verabschieden. Die formalen Möglichkeiten der Parlamentsmehrheit zur Regierungskontrolle wirken jedoch eher vorwegnehmend: Die Regierung wird, um diese Möglichkeiten wissend, vermeiden, eine andere Politik zu verfolgen als von der Mehrheit im Parlament gewünscht.

#### Die Parlamentarische Kontrollkommission
Die Aufgabe der fünf vom Landtag gewählten Abgeordneten und ihren fünf Stellvertretern ist es die Tätigkeit des Landesamtes für Verfassungsschutz zu kontrollieren. Da diese Abgeordneten geheim beraten und zur Geheimhaltung der Informationen, die sie in der Kontrollkommission gewonnen haben, verpflichtet sind dient die Kommission nur sehr bedingt zur Regierungskontrolle durch die Opposition.
Im Unterschied zu anderen Ausschüssen des Landtages setzt die Parlamentarische Kontrollkommission ihre Arbeit auch über die laufende Wahlperiode hinaus fort, bis ein neuer Landtag die Kommission neu gewählt hat.

### Einsetzungsfunktion
Die Abgeordneten des Sächsischen Landtages wählen durch eine geheime Abstimmung ohne vorherige Aussprache den Ministerpräsidenten des Freistaates. Wird die absolute Mehrheit im ersten Wahlgang verfehlt, muss die Wahl wiederholt werden, bei der die relative Mehrheit der Stimmen ausreicht. Der gewählte Ministerpräsident beruft und entlässt die Regierungsmitglieder. Die einzelnen Staatsminister und Staatssekretäre sind wie der Ministerpräsident dem Parlament gegenüber politisch verantwortlich und von der Mehrheit der Abgeordneten abhängig. Der Ministerpräsident, und damit die gesamte Staatsregierung, kann durch ein konstruktives Misstrauensvotum des Landtages das Vertrauen entzogen bekommen, indem die Landtagsabgeordneten einen Nachfolger mit absoluter Stimmmehrheit in das Amt des Ministerpräsidenten wählen. Daher ist im Falle, dass keine der im Landtag vertretenen Parteien die absolute Mehrheit der Mandate erringen konnte, zur Bildung einer stabilen Regierung ein Koalitionsvertrag oder eine andere Wahlabsprache zwischen mehreren Parteien notwendig.
| Jahr | Delegierte |
| ---- | ---------- |
| 1994 | 41         |
| 1999 | 39         |
| 2004 | 34         |
| 2009 | 33         |
| 2010 | 34         |
| 2012 | 33         |
| 2017 | 34         |
| 2022 | 39         |

Außerdem wählen die Abgeordneten mit einer Zwei-Drittel-Mehrheit die Mitglieder des Verfassungsgerichtshofes. Für die Dauer von neun Jahren werden fünf Berufsrichter und vier andere Mitglieder gewählt, die die Verfassung des Freistaates Sachsen auslegen. Des Weiteren wählt der Landtag mit der Mehrheit seiner Mitglieder den Sächsischen Datenschutzbeauftragten für sechs Jahre und einen Ausländerbeauftragten für die Dauer einer Wahlperiode des Landtages. Der Präsident des Rechnungshofes wird auf Vorschlag des Ministerpräsidenten für die Dauer von zwölf Jahren mit einer Zwei-Drittel-Mehrheit der abgegebenen gültigen Stimmen gewählt. Rechnungshof, Datenschutzbeauftragter und Ausländerbeauftragter müssen einmal jährlich dem Landtag über ihre Tätigkeit Bericht erstatten. Zur Wahl des Bundespräsidenten wählt der Sächsische Landtag Delegierte in die Bundesversammlung entsprechend dem Bevölkerungsanteil Sachsens an der Gesamtbevölkerung der Bundesrepublik und entsprechend den Fraktionsstärken der Parteien im Sächsischen Landtag.

## Landtagsgebäude

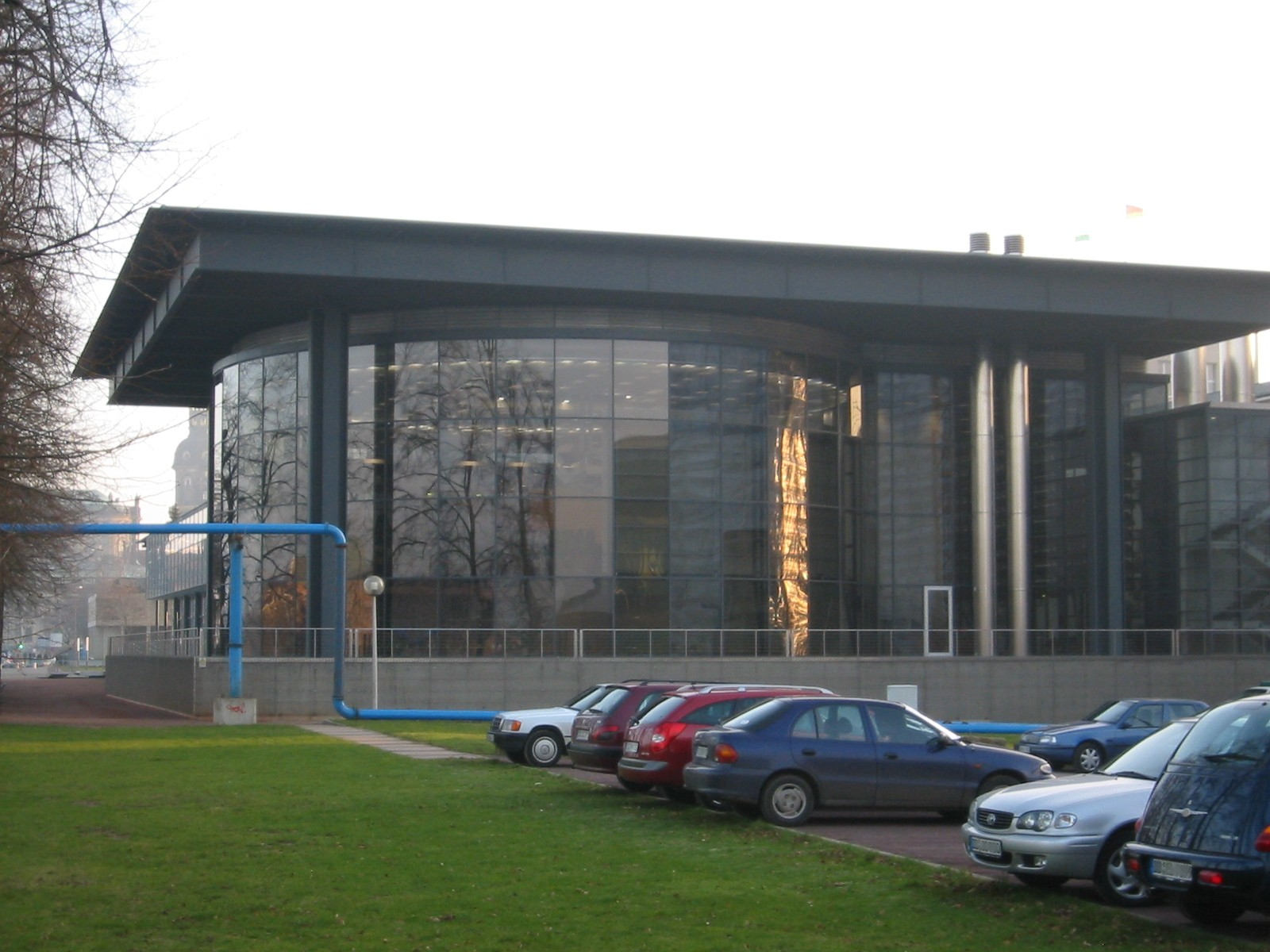
Runde Fensterfront des Plenarsaals

Historisch hatte der Sächsische Landtag seinen Sitz 1831 bis 1907 im Landhaus und 1907 bis 1933 im Ständehaus in Dresden. Nach der Wende in der DDR war er vom 27. Oktober 1990 bis zum 17. September 1993 in der Dreikönigskirche untergebracht. Nach verschiedenen Überlegungen begann der Bau eines Plenarsaales am 1. Oktober 1991. Einbezogen wurde das ehemalige Gebäude des Landesfinanzamtes in der Dresdner Devrientstraße, in dem 1946 bis 1990 die Stadt- und Bezirksleitung der SED ihren Sitz hatte und das ursprünglich zwischen 1928 und 1931 errichtet worden war. Erstmals genutzt werden konnte der Saal zum Tag der Deutschen Einheit am 3. Oktober 1993. Seine erste Sitzung fand am 14. Oktober 1993 in diesem Gebäude statt. Die offizielle Übergabe fand jedoch erst am 14. Februar 1994 statt. Nach der Sanierung der Altbauten zwischen 1995 und 1997 kann der an der Neuen Terrasse an der Elbe gelegene Komplex seit Mai 1997 vollständig und uneingeschränkt genutzt werden. Eine Besonderheit des Landtagsgebäudes ist das Bürgerfoyer, in dem regelmäßig Ausstellungen stattfinden. Im Dach über dem Hauptportal befindet sich ein Restaurant.

## Bilder des Sächsischen Landtages

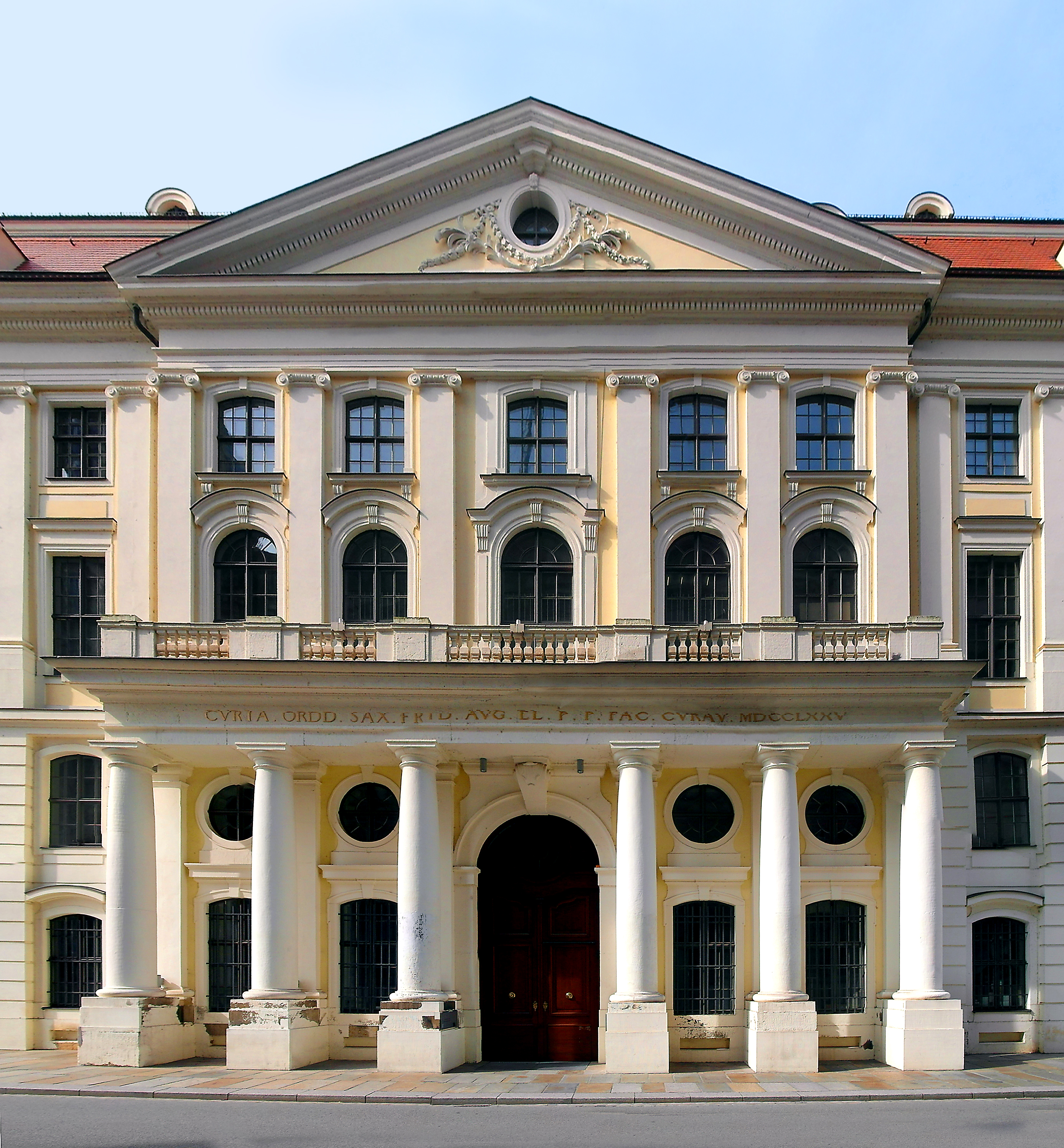
Landhaus Dresden (1831–1907)
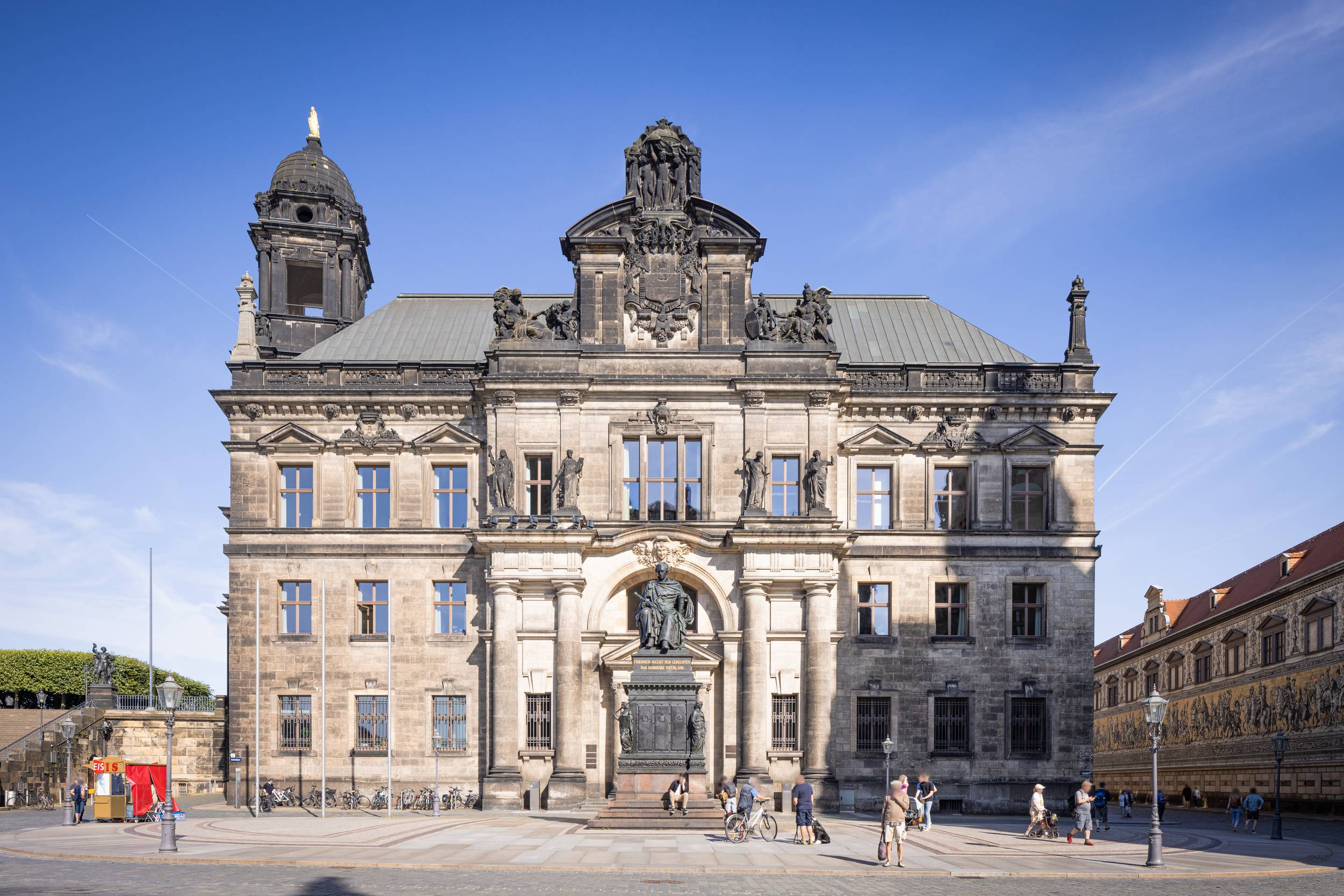
Ständehaus Dresden (1907–1933)
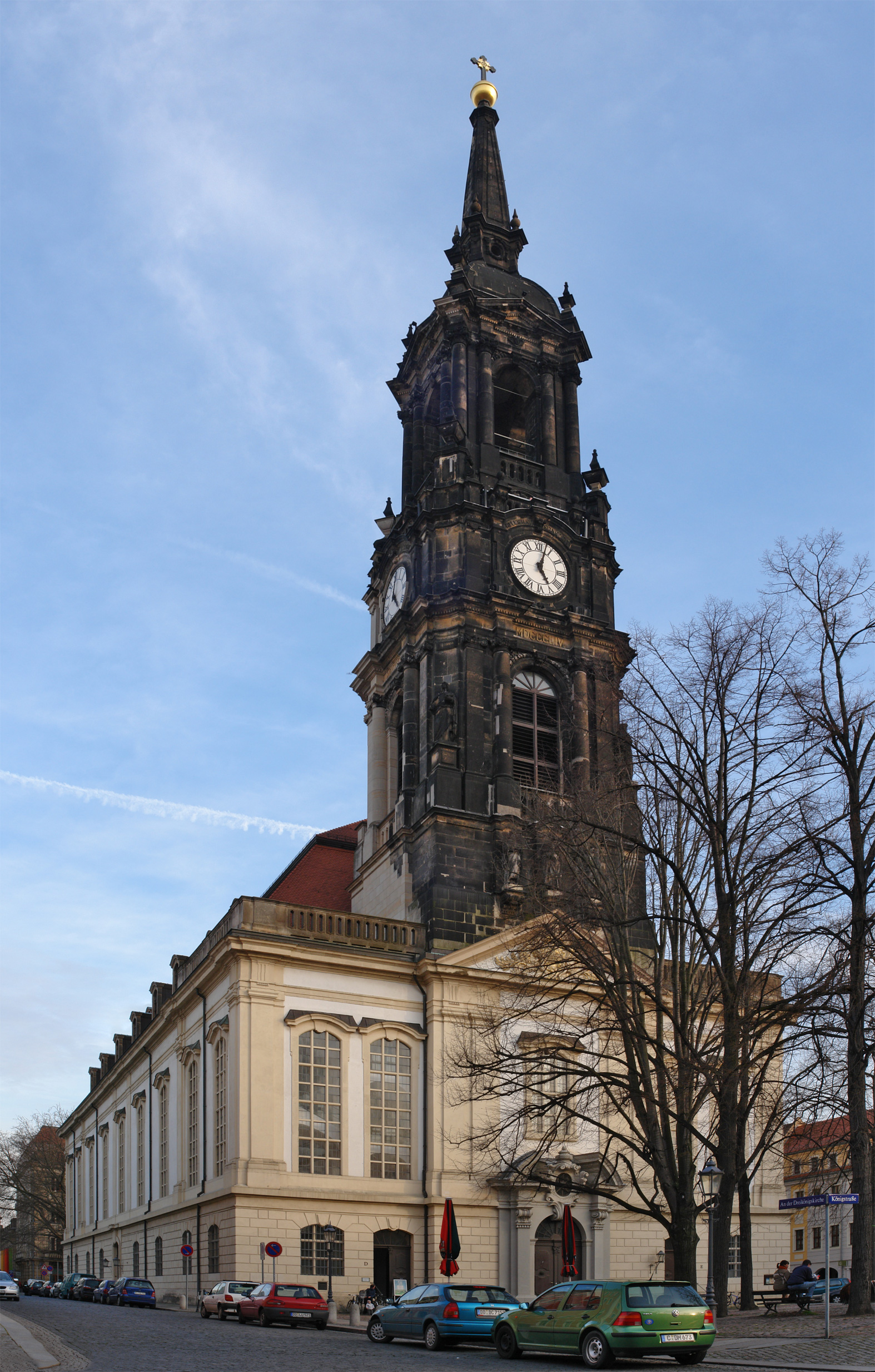
Dreikönigskirche Dresden (1990–1993)
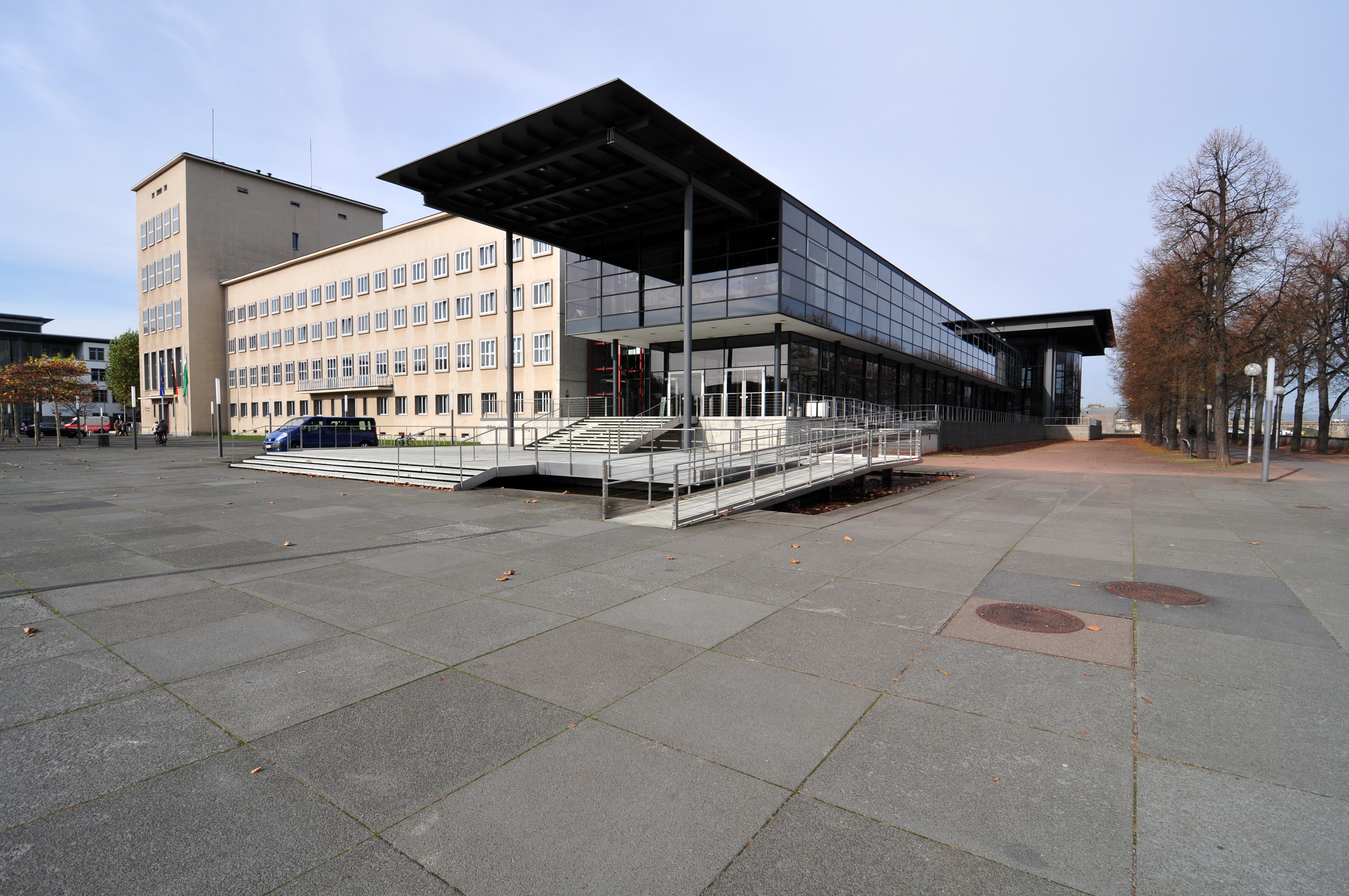
Sächsischer Landtag Dresden (seit 1993)
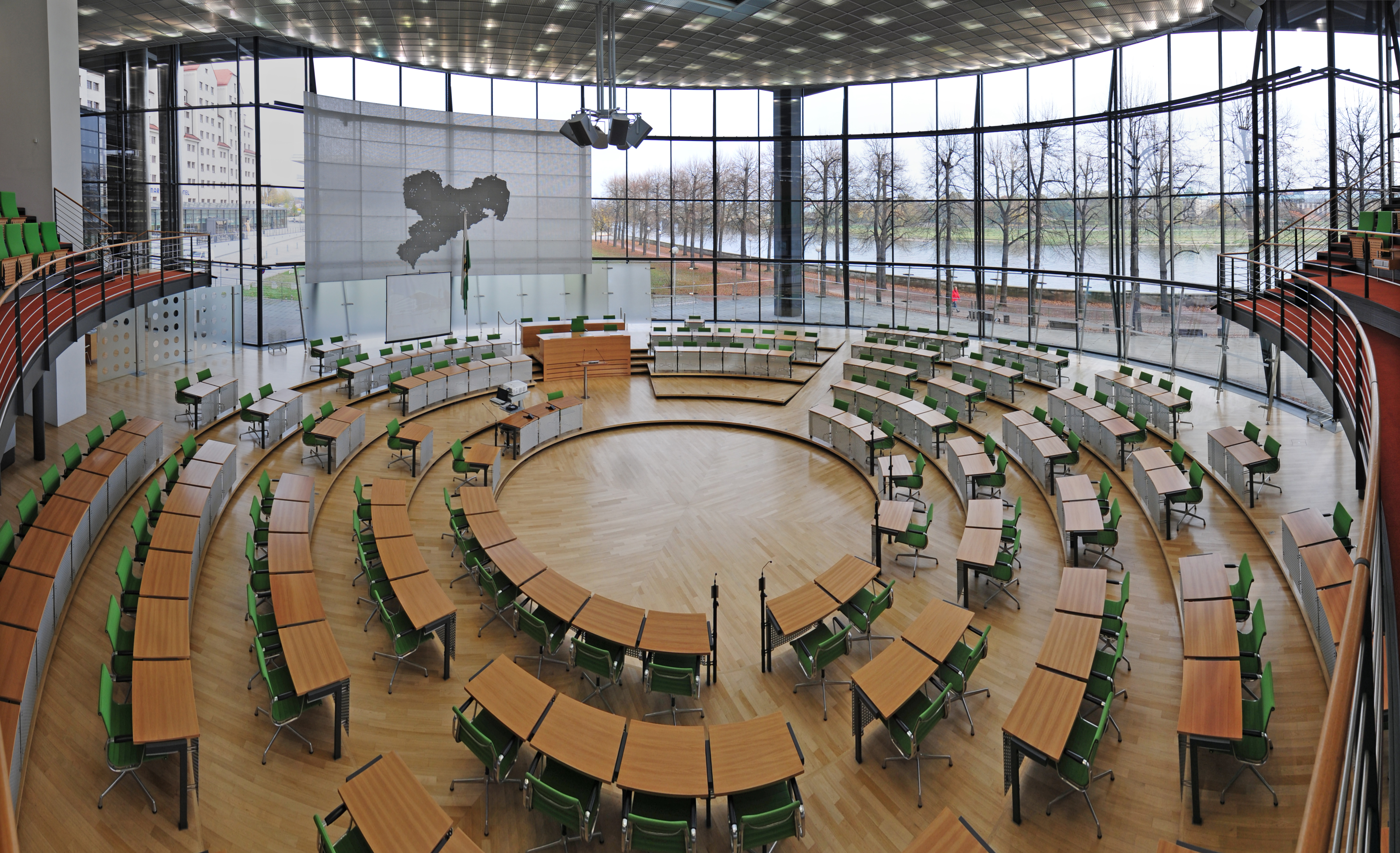
Sächsischer Landtag Dresden (seit 1993)